# NGC 4316
NGC 4316 је спирална галаксија у сазвежђу Девица која се налази на NGC листи објеката дубоког неба.
Деклинација објекта је + 9° 19' 57" а ректасцензија 12h 22m 42,1s. Привидна величина (магнитуда) објекта NGC 4316 износи 13,1 а фотографска магнитуда 13,8. NGC 4316 је још познат и под ознакама UGC 7447, MCG 2-32-17, CGCG 70-35, VCC 576, IRAS 12201+0936, PGC 40119.